# Sirius Star
MV Sirius Star er et tankskib ejet af Vela International Marine. Med en længde på 330 meter og en kapacitet på 2.000.000 tønder råolie klassificeres skibet som supertanker (very large crude carrier eller VLCC). Vela har hovedsæde i Forenede Arabiske Emirater og er et datterselskab af det saudi-arabiske statsejede olieselskab Saudi Aramco.
Sirius Star er et af Velas 24 tankskibe, hvoraf de 19 er VLCC'ere. Siden søsætningen har skibet været registeret under liberias flag og haft hjemhavn i Monrovia.Det er bygget af det sydkoreanske firma Daewoo Shipbuilding & Marine Engineering. Skibet blev påbegyndt i oktober 2007, og det blev søsat af Huda M. Ghoson i slutningen af marts 2008. Søsætningen var den første i Velas historie og blev udført af en saudi-arabisk kvinde.
Skibet blev internationalt kendt, da det blev kapret af somaliske pirater 15. november 2008, som det største skib, der nogensinde er kapret.Skibet var undervejs fra Saudi-Arabien til USA via Kap Det Gode Håb. Ved angrebet befandt det sig 450 sømil (830 km) sydøst for den kenyanske kyst, fuldt lastet og med 25 besætningsmedlemmer om bord. Lasten svarer til en fjerdedel af Saudi-Arabiens daglige olieproduktion og har en værdi på mindst 100 millioner $. Af de 25 gidsler er 19 fra Filippinerne, 2 fra Polen, 1 fra Kroatien, 1 fra Saudi-Arabien og to fra Storbritannien (Peter French, chefingeniør fra Co. Durham, og James Grady, en andenstyrmand fra Strathclyde).
Efter at løsepengene for skibet var blevet smidt ud med faldskærm lod piraterne skibet sejle videre 9. januar 2009.